# Étude pour la tête de sainte Anne
Vous lisez un « bon article » labellisé en 2020.  Il fait partie d'un « thème de qualité ».
L’Étude pour la tête de sainte Anne est un dessin sur papier réalisé à la pierre noire par Léonard de Vinci et conservé au château de Windsor. Il s'agit du portrait d'une femme et le dessin est considéré comme l'étude préparatoire de la tête de  la sainte Anne présente dans le tableau Sainte Anne, la Vierge et l'Enfant Jésus jouant avec un agneau conservé au musée du Louvre. 
Vraisemblablement réalisé vers 1502-1503 — bien que des chercheurs repoussent cette date vers 1508-1515 —, le dessin appartient à une série d'études qui permettent au peintre de créer le carton qu'il utilise pour élaborer le tableau dès cette même période. Pour autant, l'artiste procède à des modifications dont témoignent d'une part, une copie du carton — le carton Resta-Esterhazy, aujourd'hui disparu, mais dont il subsiste des photos — et d'autre part, des analyses par imagerie scientifique : il modifie ainsi le visage, puis la coiffure lors de l'élaboration du carton, et ce directement sur le panneau en tant que repentir.
Le maître florentin y fait apparaître une maîtrise dans la traduction du volume et des lumières. Et bien que travaillant dans le cadre du thème iconographique de la « Sainte Anne trinitaire » aux conventions assez strictes, il y déploie des éléments propres à ses idéaux dans les visages qu'il dépeint habituellement.

## Description
Le dessin de l'Étude pour la tête de sainte Anne a pour support une feuille de papier rectangulaire de dimensions 18,8 × 13,0 cm. Il est réalisé à la pierre noire.
Il présente le portrait d'une jeune femme dont on voit la tête et une partie de l'épaule gauche. Le dessin descend jusqu'au haut de la poitrine, au niveau de laquelle ce qui semble être deux pans du voile que la femme porte sur la tête paraissent se rejoindre. Légèrement incliné vers le bas, son visage est vu de trois quarts face penché a sinistra (sur son côté gauche). Le haut de la tête porte un long voile opaque cachant la totalité de la chevelure, dont les extrémités se rejoignent à l'arrière de la tête et sont réunies sur son sommet. Un pan de tissu pend légèrement sur la tempe gauche du personnage.

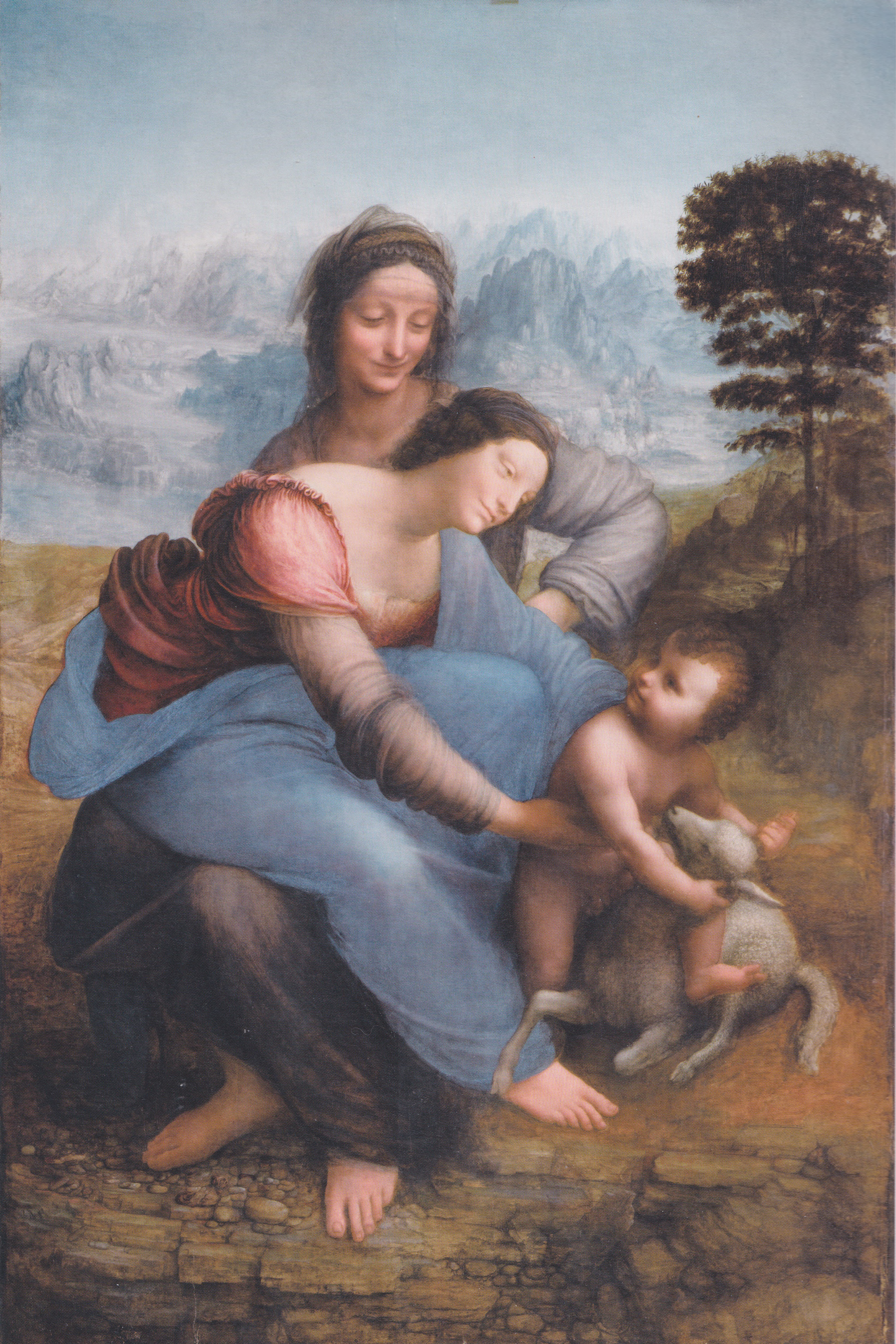
Le dessin est réalisé dans le cadre de la création de Sainte Anne, la Vierge et l'Enfant Jésus jouant avec un agneau (1503 - 1519, musée du Louvre, no inv. 776).

## Historique

### Contexte de création
Au moment de la création du dessin de l'Étude pour la tête de sainte Anne dans les années 1502-1503, Léonard de Vinci approche les cinquante ans. Il est alors suffisamment célèbre pour que d'importants commanditaires italiens mais aussi d'autres pays européens se disputent ses services comme ingénieur ou comme artiste : Isabelle d'Este, César Borgia et le roi de France Louis XII.
Depuis 1499, il s'est attelé à la création d'une « Sainte Anne trinitaire » sans qu'il soit toutefois établi quel en est le commanditaire exact. Se déclarant éloigné de la peinture et se considérant plus volontiers ingénieur, Léonard de Vinci ne produit que peu d'œuvres durant cette période mis à part la fresque de La Cène (qu'il achève en 1498) et une Madone aux fuseaux (datant de 1501). Après avoir écarté successivement deux premiers cartons — le carton de Burlington House (entre 1499 et début 1501) et le carton dit « de Fra Pietro » (entre 1500 et avril 1501) —, il en produit un dernier en 1502-1503 qu'il utilisera pour créer Sainte Anne, la Vierge et l'Enfant Jésus jouant avec un agneau. Selon la plupart des chercheurs, le dessin de la tête de sainte Anne constitue une étude préparatoire à ce troisième carton,.

### Attribution et datation

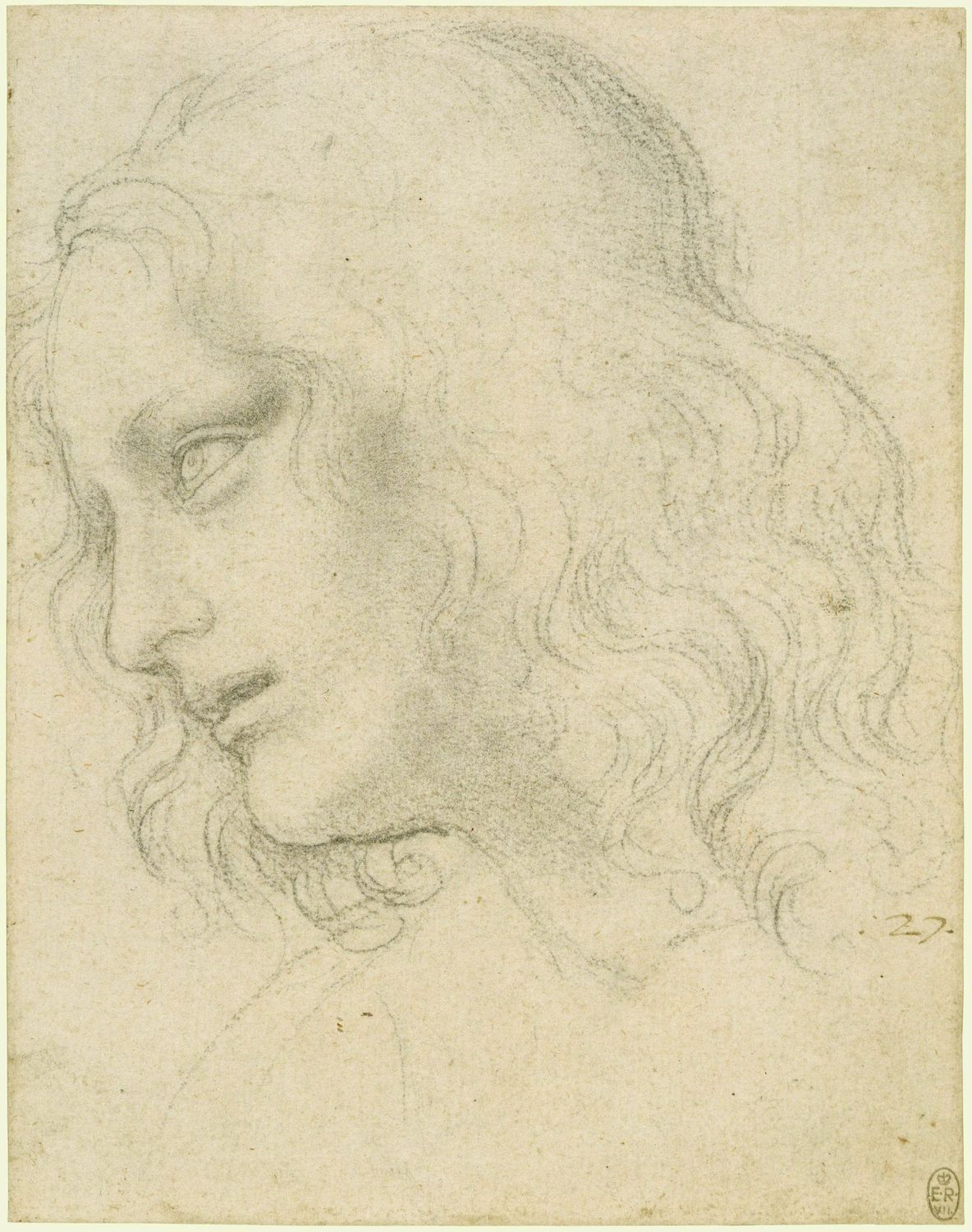
Léonard de Vinci, Étude pour la tête de l'apôtre Philippe pour La Cène, vers 1495, château de Windsor, no inv. RCIN 912551.

L'attribution à Léonard de Vinci est unanime dans la communauté scientifique, notamment Frank Zöllner et Johannes Nathan, Carmen C. Bambach, Vincent Delieuvin, Kenneth Clark, et est aussi affirmée par le propriétaire de l'œuvre, le château de Windsor.
En revanche, la datation est très fluctuante selon les chercheurs. Ainsi Vincent Delieuvin l'estime « vers 1502-1503 », soit au tout début de la création du tableau dont le dessin serait ainsi une étude pour le carton initial : sa technique que l'on trouve dans des dessins de cette période marquée par un usage exclusif de la pierre noire comme dans l'Étude pour la tête de l'apôtre Philippe pour La Cène (vers 1495) ou dans l'Étude pour la tête de deux soldats dans La Bataille d'Anghiari (1504 - 1505) fournit ainsi une indication décisive. En outre, une note d'Agostino Vespucci écrite en 1503 en marge des Epistulae ad familiares de Cicéron tend à montrer que, d'une part, le tableau est entamé à cette date et que, d'autre part, le peintre a commencé son œuvre justement par le visage de sainte Anne. De son côté, Kenneth Clark donne la date entre « 1508-1510 » quand le propriétaire de l'œuvre la repousse « entre 1510 et 1515 », estimant que la création du tableau ne débute qu'en 1508 et justifiant cette imprécision par l'absence de connaissance dans le développement de la technique utilisée par le peintre pendant ses dernières années milanaises et romaines. De fait, certains chercheurs comme Frank Zöllner et Johannes Nathan proposent une datation très large et assortie d'interrogation : « vers 1501-1510 (?) ».

### Cheminement de l'œuvre
L'Étude pour la tête de sainte Anne a fait partie de la collection Melzi-Leoni : il s'agit d'un ensemble de dessins et manuscrits de Léonard de Vinci dont hérite Francesco Melzi à la mort de celui-ci en 1519 ; après une période de dispersion, cette collection — y compris le dessin — est en grande partie regroupée entre 1582 et 1590 par Pompeo Leoni,. Par la suite, dans les années 1630, le dessin passe à Londres dans les collections de Thomas Howard, 14e comte d'Arundel, ce dernier étant parvenu à acquérir le deuxième grand recueil compilé par Pompeo Leoni et connu de nos jours sous le nom de « Codex Windsor ». Probablement acquis par le souverain britannique Charles II, il est, enfin, versé dans la Royal Collection au moins dès 1690 et est conservé depuis au château de Windsor.

## Une étude pourSainte Anne, la Vierge et l'Enfant Jésus jouant avec un agneau
Le dessin de l'Étude pour la tête de sainte Anne est unanimement reconnu comme une étude préparatoire à la tête de sainte Anne du tableau de Sainte Anne, la Vierge et l'Enfant Jésus jouant avec un agneau conservé au Louvre,,,,. 

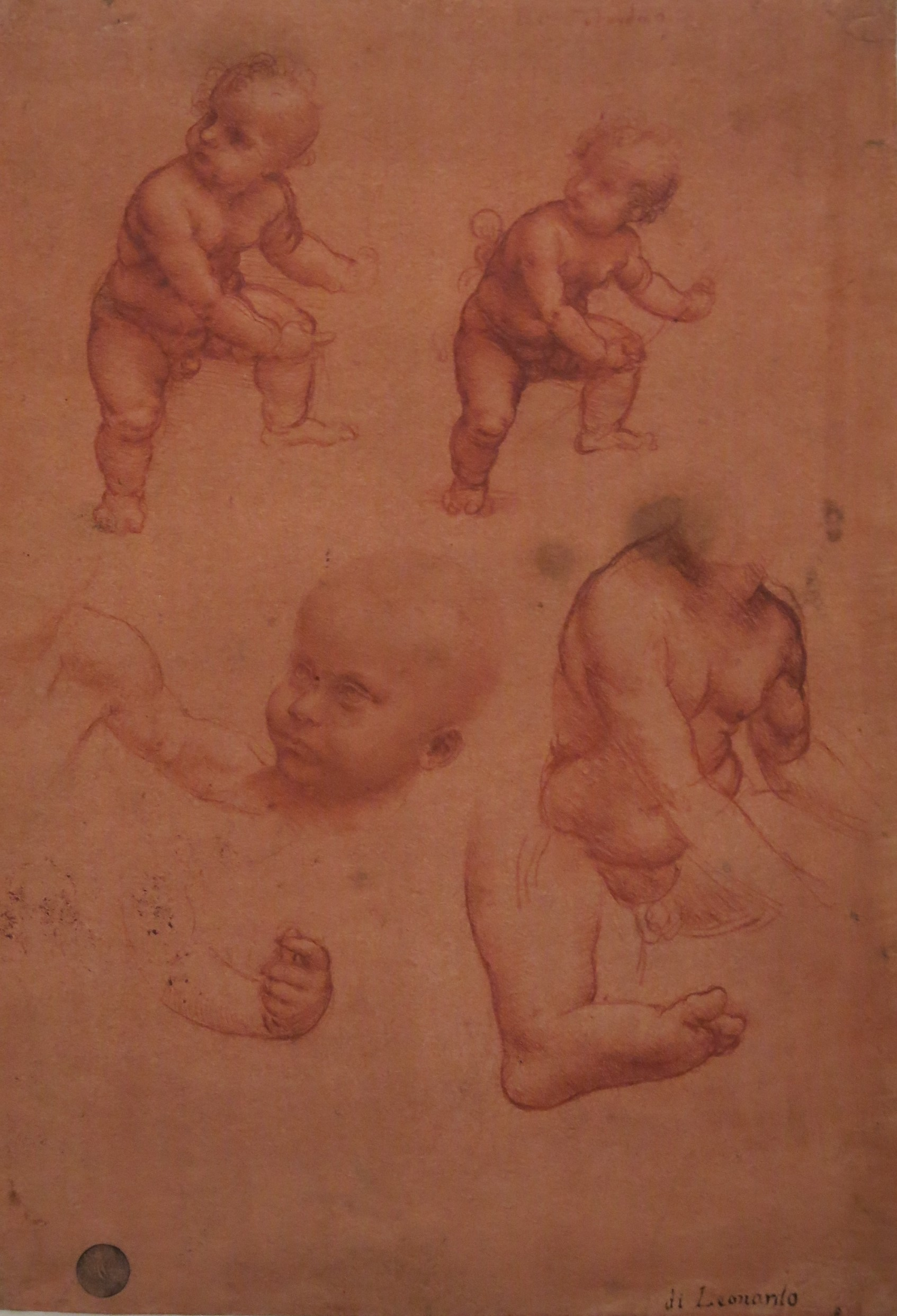
Un autre dessin préparatoire et contemporain de l'Étude pour la tête de sainte Anne : Études pour l'Enfant Jésus, vers 1502-1503, Venise, galeries de l'Académie, no inv. 257.

Deux types d'études se rapportent directement au tableau de Sainte Anne, la Vierge et l'Enfant Jésus jouant avec un agneau : celles qui permettent la création du carton et celles qui constituent « les ultimes changements décidés par le maître » et en sont donc les plus éloignées temporellement. Par l'usage exclusif de la pierre noire si caractéristique de la manière de Léonard de Vinci de début de siècle, le dessin s'inscrit résolument dans le premier groupe.

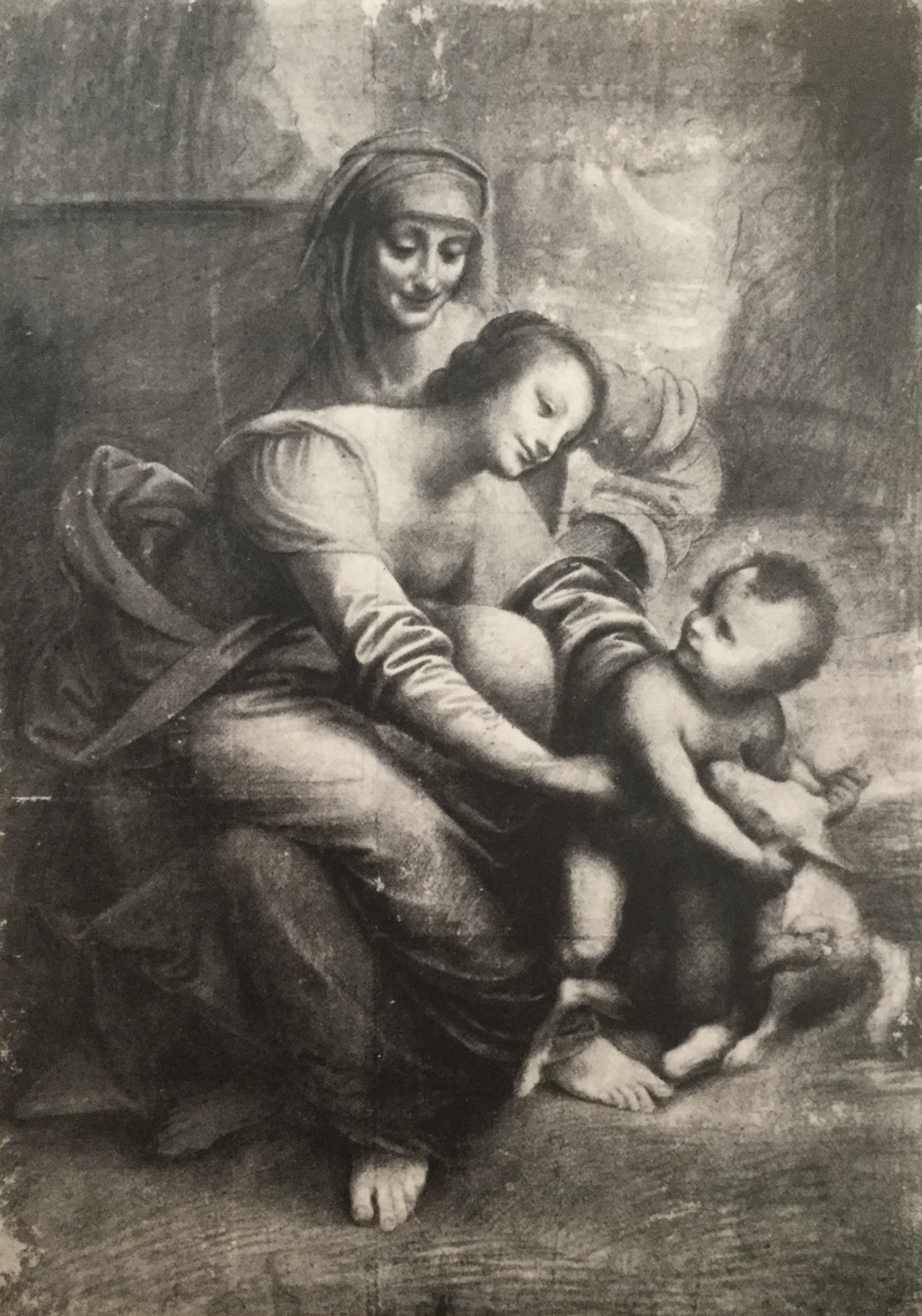
Atelier de Léonard de Vinci (?), Carton Resta-Esterhazy, vers 1503-1506, anciennement à Budapest, perdu durant la Seconde Guerre mondiale.

Le sourire de la femme, le voile qu'elle porte et l'inclinaison de son visage évoquent tout à fait le tableau. Néanmoins, le dessin se détache de ce groupe par certains détails : plus fin, le visage ne correspond pas parfaitement à la réalisation en peinture dans laquelle les yeux, le nez et la bouche, en particulier, ont été arrondis. La coiffure est également assez différente de ce que l'on peut voir réalisé ; de fait, elle correspond beaucoup plus à ce qu'il était possible de voir sur le carton Resta-Esterhazy, une copie réputée contemporaine et fidèle du carton original. Enfin la tête paraît plus inclinée que celle dépeinte sur le tableau, de même que les épaules qui sont plus tournées vers le spectateur que sur la peinture.
Dès lors, il est possible de décrire la manière dont l'étude s'insèrerait au sein du processus de création du tableau : après avoir réalisé un schéma d'ensemble de sa composition, le peintre entame des études de détails, dont celle de la tête de sainte Anne ; puis il élabore un carton — le troisième — qui reprend l'ensemble de ses recherches. Parallèlement ou peu de temps après, un membre de son atelier crée une copie fidèle de ce carton : le carton Resta-Esterhazy, dont l'intérêt tient à ce qu'il témoigne de la transition entre l'étude et la réalisation finale. Il ressort que, si le visage a été quelque peu modifié entre l'étude et le carton (les traits ont été arrondis, agrandis et régularisés), la coiffure n'a pas évolué. De même, lors du report du carton sur le panneau, cette coiffure demeure toujours identique dans une première version comme l'indique l'étude de la sous-couche du tableau,. Ce n'est donc qu'en cours de conception de ce dernier que le peintre la remanie. Les scientifiques ont ainsi à leur disposition l'analyse du repentir par imagerie scientifique croisant les observations faites sur les photos du carton Resta-Esterhazy.

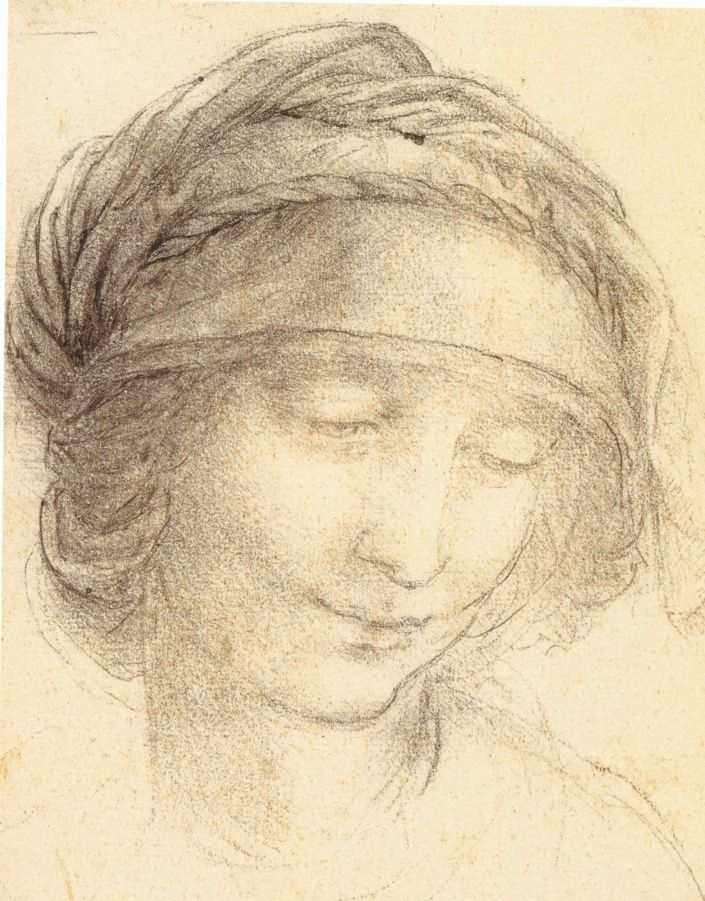
Étude pour la tête de sainte Anne (vers 1502-1503).
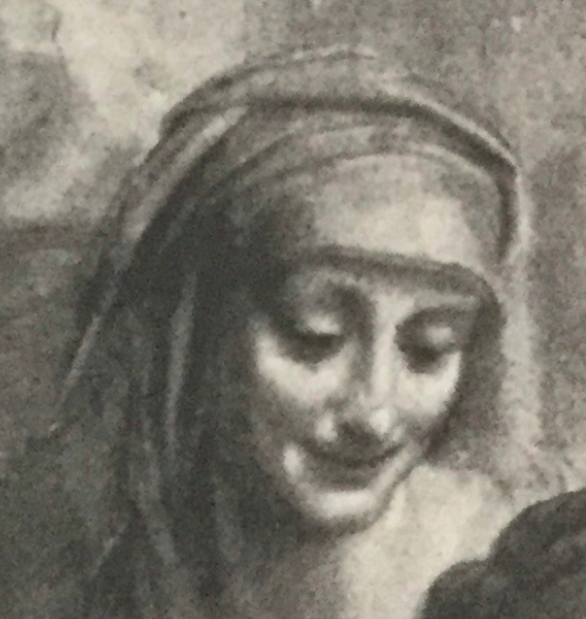
La tête de sainte Anne au sein du carton Resta-Esterhazy (détail, vers 1503-1506, disparu).
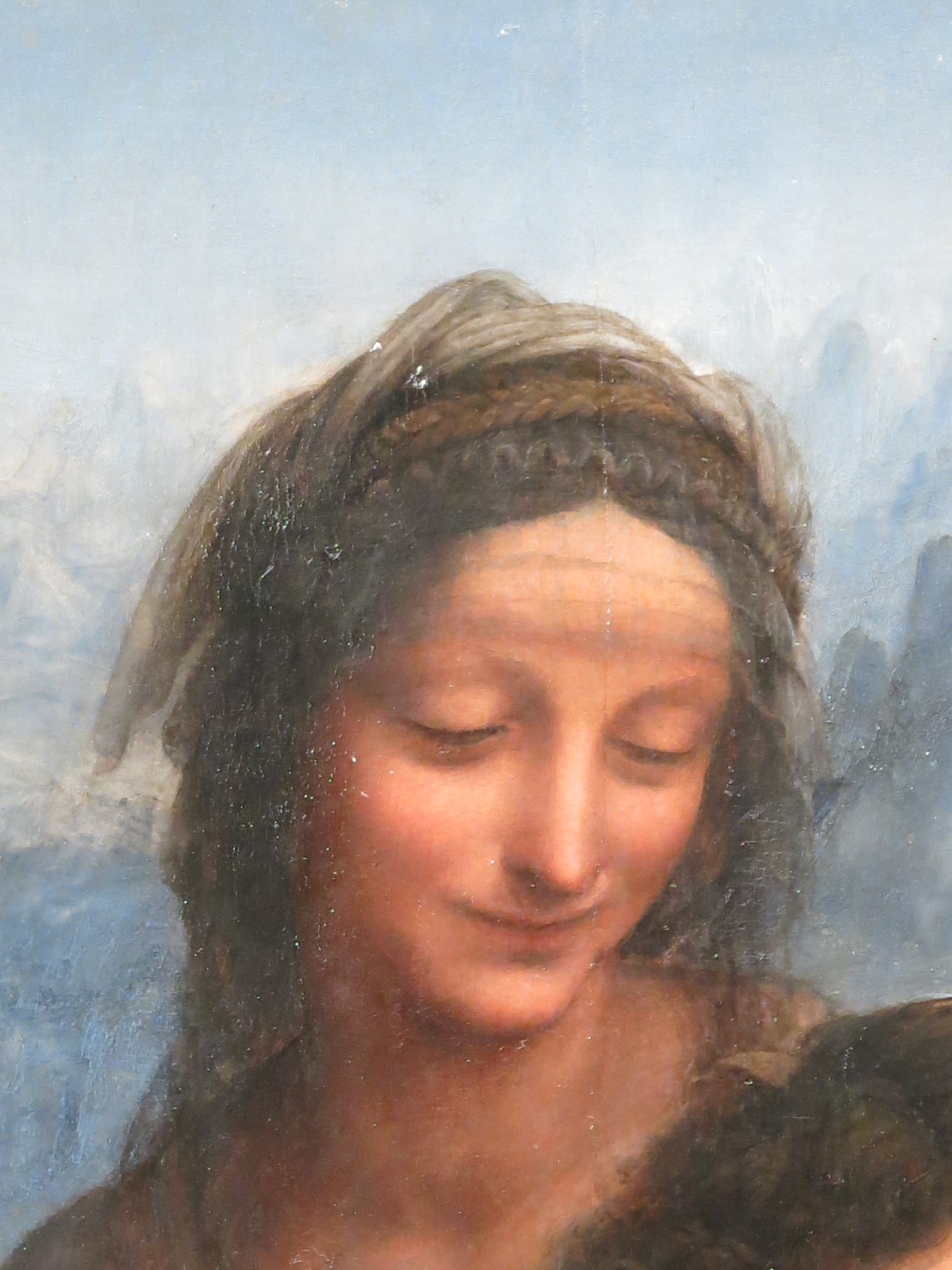
La tête de sainte Anne au sein de Sainte Anne, la Vierge et l'Enfant Jésus jouant avec un agneau (détail, 1503-1519, Paris, musée du Louvre, no inv. INV 776).

## Analyse

### Un portrait entre figure imposée et visage idéal

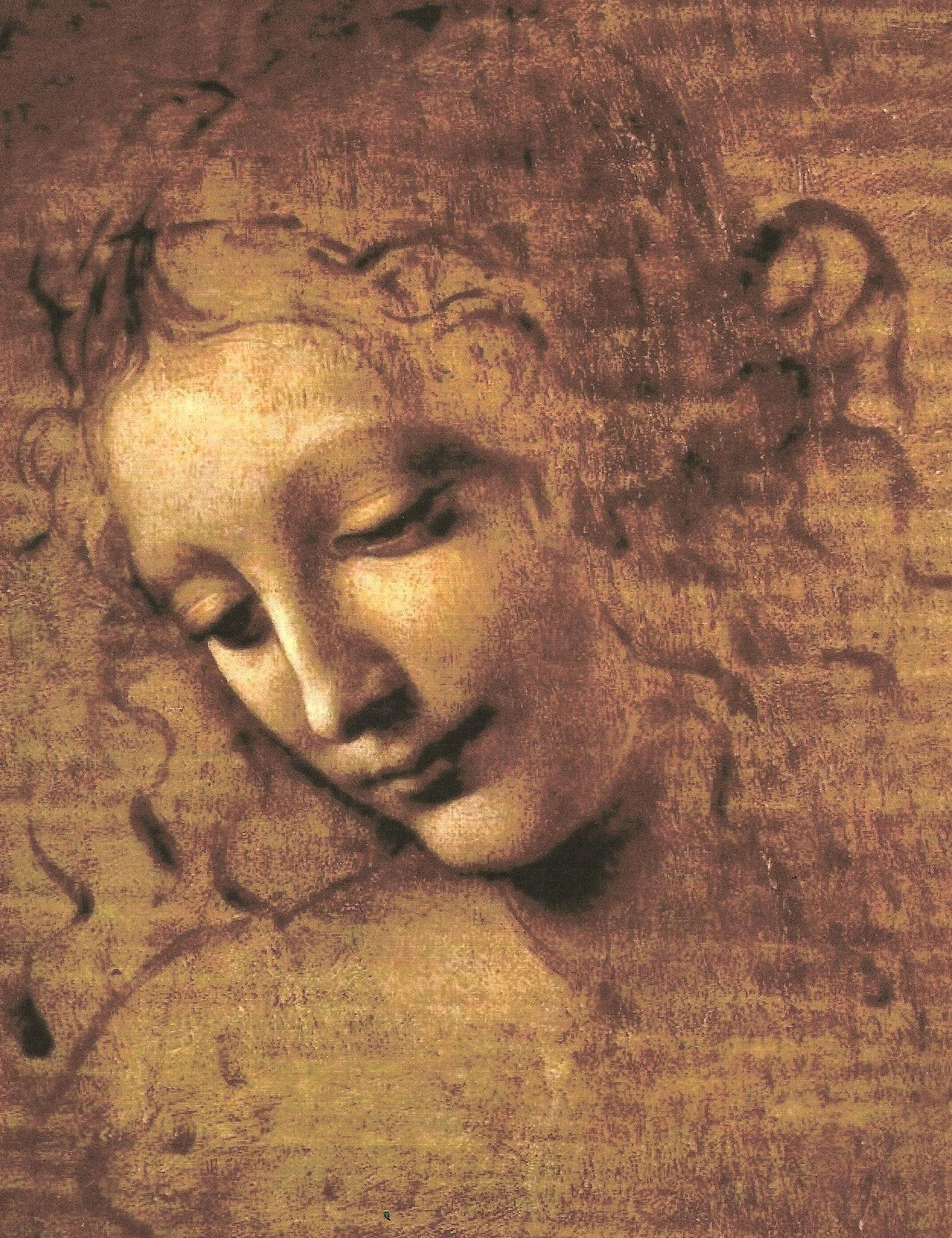
Un visage de femme vu de trois quarts et au regard incliné vers le bas : une représentation classique chez Léonard de Vinci (La Scapigliata,
entre 1506 et 1508, Parme, galerie nationale, no inv. GN362).

Même s'il possède un esprit volontiers porté à s'affranchir de certaines règles, Léonard de Vinci inscrit son Étude pour la tête de sainte Anne dans le cadre du thème iconographique de la « Sainte Anne trinitaire » dont les conventions sont strictes et auxquelles il s'astreint. Ainsi, la représentation d'Anne demande que sa tête soit couverte car il s'agit d'une femme dont il faut indiquer l'âge avancé. Or cela interdit au peintre de donner libre cours à son goût pour les coiffures volontiers complexes et ornementales. À défaut de pouvoir représenter une chevelure complexe, le peintre se révèle attentif à représenter un voilage méticuleusement plié sur le sommet de la tête.
Néanmoins, le peintre s'inscrit dans ses propres archétypes : comme dans la plupart de ses représentations de visages féminins, il dépeint un visage penché, au regard incliné vers le bas. De même il y déploie son idéalité : « L'ambition de la feuille est […] de composer une tête d'expression idéale, même si elle est moins stylisée que dans le tableau, comme si Léonard y conservait encore le souvenir d'un vrai visage ». La bouche apparaît plus naturelle, portant un sourire plus discret, ce qui fait dire à Kenneth Clark qu'il trouve « plus de vérité à ce visage qu'à celui dépeint dans le tableau du Louvre ».

### L'art de l'illusion de la lumière et de l'ombre
Dans l'Étude pour la tête de sainte Anne, l'artiste use de procédés qui annoncent les effets du sfumato présents sur le tableau. Le sfumato est une technique picturale caractéristique de son travail qu'il théorise ainsi dans ses écrits : 

« Veille à ce que tes ombres et lumières se fondent sans traits ni lignes, comme une fumée,. »

Le procédé consiste ainsi à créer l'illusion du relief par des transitions lumineuses au moyen d'un adoucissement des lignes contenant les formes. Le peintre souligne par ailleurs un éclairage doux venant de la droite. Pour cela, il procède par l'estompage de la pierre noire.  Cette technique constitue une mise en pratique de ses observations scientifiques sur la lumière ; le dessin marque une étape de maturation dans sa maîtrise, par rapport, par exemple, à celle déployée dans l'Étude pour la tête de l'apôtre Philippe pour La Cène, antérieure au dessin d'environ sept ans. C'est précisément cette capacité à traduire les résultats de l'observation d'effets physiques sur les corps qui fait de l'Étude pour la tête de sainte Anne une œuvre où peut s'exprimer « un langage pictural de force et de nuance magiques ».

## Postérité

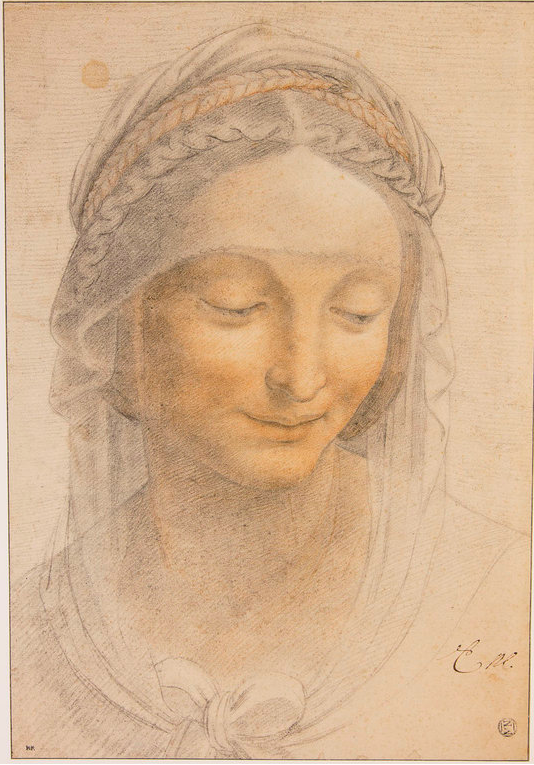
Copie d'après Léonard de Vinci, Tête de sainte Anne, vers 1510-1520, musée du Louvre, département des arts graphiques, inv. INV 2564, recto.
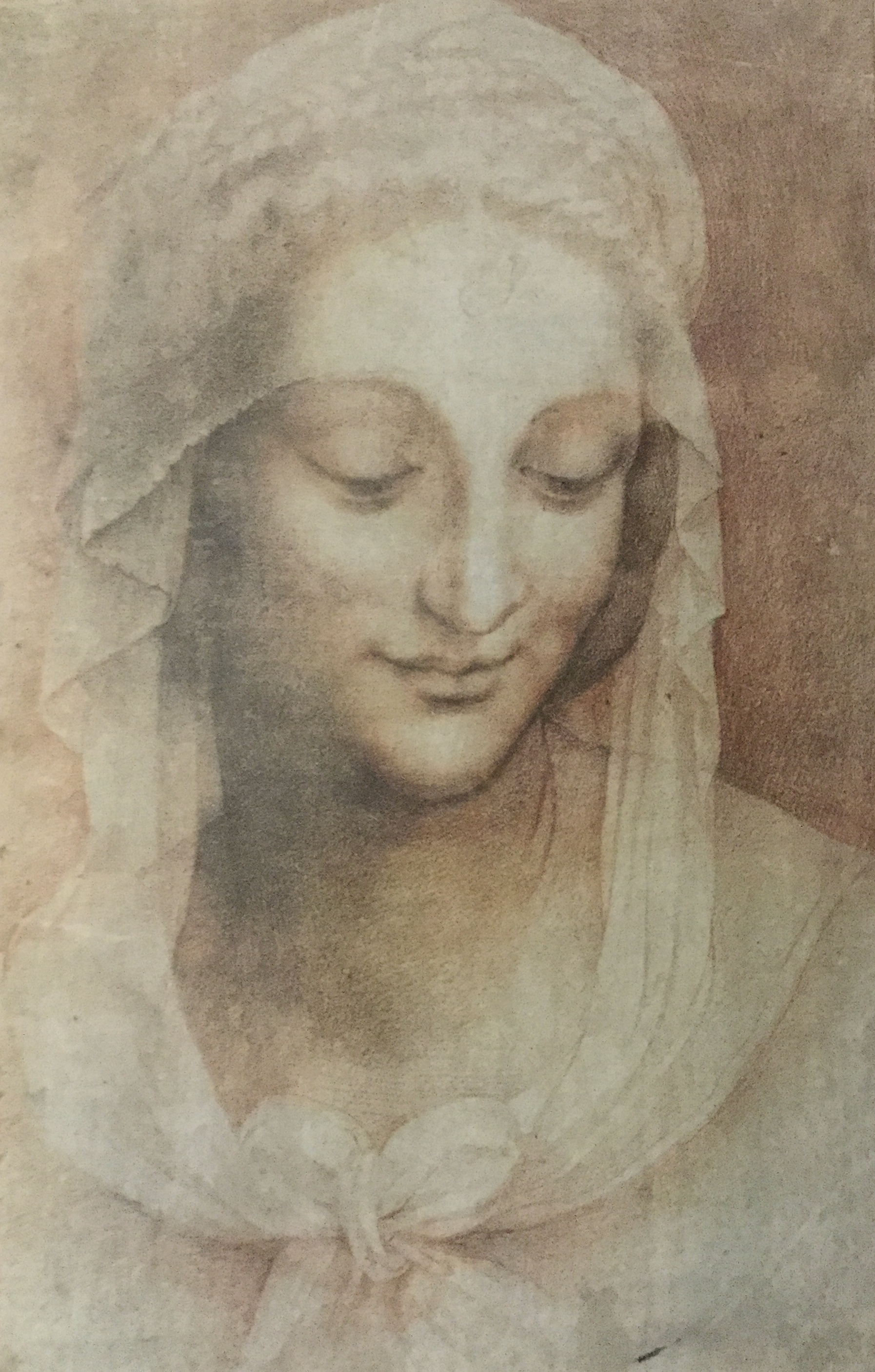
Copie d'après Léonard de Vinci, Tête de sainte Anne, vers 1510-1520, Vienne, musée Albertina, n° inv. INV 53.

Le dessin Étude pour la tête de sainte Anne fait l'objet de plusieurs copies de la part de suiveurs contemporains ou immédiats de Léonard de Vinci. Un des plus connus appartient au département des arts graphiques du musée du Louvre, est daté vers 1510-1520 et est peut-être de la main d'un élève de l'atelier du maître. Son intérêt tient dans ce qu'il permet de confirmer que les changements dans la coiffe ont certainement été portés lors de l'exécution du tableau. De son côté, le musée Albertina à Vienne possède une copie (no inv. 53) datée vers 1510-1520, qui reprend à la fois certains éléments du dessin (le voile sur le front) et du tableau final (la tresse gauche dont l'extrémité est cachée). En 2012, l'exposition à Paris consacrée au tableau du Louvre réussit à réunir cinq copies de l'Étude pour la tête de sainte Anne et en recense trois de plus dans les illustrations portées dans son catalogue.